# Richmond (Londres)
Richmond es una localidad suburbana en el suroeste de Londres (Reino Unido) que forma parte del municipio de Londres de Richmond upon Thames. Se encuentra a 13.2 kilómetros al suroeste de la estación de Charing Cross. La formación y el nombramiento del pueblo se deben al Palacio de Richmond a principios del siglo XVI, y el desarrollo de Richmond como suburbio de Londres se inició con la apertura de la estación de trenes en 1846. Siendo antiguamente parte de la parroquia de Kingston upon Thames en el condado de Surrey, la parroquia civil de Richmond se convirtió en un municipio (en inglés, borough) en 1890, el cual se amplió en 1892 y 1893, para luego formar parte del Gran Londres desde 1965. Localizado en un meandro del río Támesis, Richmond actualmente es un centro comercial local muy importante, con un gran número de parques y espacios abiertos; y además, ha desarrollado el comercio nocturno y las ventas al por menor.

## Historia

### Residencia real
El área que hoy se conoce como Richmond antiguamente formaba parte de Shene hasta hace cinco siglos atrás, pero Shene no estaba enlistado en el Libro de Winchester, aunque sí aparecía en el mapa como Scecon, que era su escritura sajona en el año 950. Enrique I vivió por un corto periodo de tiempo en la residencia del Rey en Sheanes (o Shene o Sheen). En 1299 Eduardo I trasladó a toda su corte a su casa en Sheen, y de esa forma se convirtió en la Residencia Real. William Wallace fue ejecutado en Londres en 1305, y fue en Sheen donde los comisionados desde Escocia se arrodillaron ante Eduardo. 
A Eduardo II no le fue tan bien como a su padre. Seguido de la derrota en la batalla de Bannockburn en 1314, fundó un monasterio de Carmelitas en Sheen. Cuando el joven rey Eduardo III llegó al trono en 1327 le dio su morada a su madre Isabella, gastando más de dos mil libras en arreglos. En medio del trabajo Eduardo murió en 1377. Ricardo II fue el primer rey inglés en hacer de Sheen su residencia principal, en 1383. Doce años más tarde, Ricardo estaba tan perturbado por la muerte de su esposa Ana, quien falleció a los 28 años, que, según el historiador inglés Raphael Holinshed, "echó abajo el edificio, desfigurándolo". Fue reconstruido entre 1414 y 1422, pero fue destruido por un incendio en 1497.
Después del incendio, Enrique VII tenía un palacio construido allí, y en 1501 lo llamó Palacio de Richmond, en reconocimiento al hogar ancestral del Castillo de Richmond, en Yorkshire. El pueblo que creció cerca tomó el mismo nombre del palacio, y se cree extraoficialmente que William Shakespeare podría haber realizado muchas obras de teatro allí. El palacio ya no se usaba más como alcázar después de 1649, pero en 1688 Jacobo II ordenó la reconstrucción parcial del edificio, pero esta vez como guardería real. La mayoría de la edificación decayó por el año 1779; pero aún sobreviven algunas estructuras, como Wardrobe, La Casa del Trompetista (construida alrededor de 1700) o Gate House, construida en 1501.

## Gobierno
Richmond forma parte de los distritos electorales de Richmond Park (en el Parlamento Británico), y del distrito Suroeste de la Asamblea de Londres. Para las elecciones al Parlamento Europeo, es parte de la circunscripción de Londres.
- Datos: Q2500974
- Multimedia: Richmond, London / Q2500974